# Big Game (album)
Pour les articles homonymes, voir Big Game (homonymie).
Albums de White Lion
Pride
(1987) Mane Attraction
(1991)
Singles
1. Little Fighter
Sortie : 1989
2. Radar Love
Sortie : 1989
3. Cry for Freedom
Sortie : 1990
4. Goin' Home Tonight
Sortie : 1990

Big Game est le troisième album studio du groupe White Lion, sorti en 1989. L'album s'est classé à la 19e position au Billboard 200 la semaine du 5 août 1989. En Europe, Big Game s'est classé à la 13e position en Suède, 14e en Norvège, 16e en Suisse, 38e en Allemagne et à la 88e position aux Pays-Bas. L'album est certifié disque d'or par la Recording Industry Association of America en août 1989.

## Liste des titres
1. Goin' Home Tonight – 4:57
2. Dirty Woman – 3:27
3. Little Fighter – 4:23
4. Broken Home – 4:59
5. Baby Be Mine – 4:10
6. Living on the Edge – 5:02
7. Let's Get Crazy – 4:52
8. Don't Say It's Over – 4:04
9. If My Mind Is Evil – 4:56
10. Radar Love (reprise de Golden Earring) – 5:59
11. Cry for Freedom – 6:09

## Charts
| Pays                          | Meilleure position | Nombre de semaines | Réf   |
| ----------------------------- | ------------------ | ------------------ | ----- |
| Allemagne (GfK Entertainment) | 38                 | 15                 | [ 6 ] |
| États-Unis (Billboard 200)    | 19                 | 26                 | [ 1 ] |
| Norvège (VG-lista)            | 14                 | 5                  | [ 4 ] |
| Pays-Bas (MegaCharts)         | 88                 | 3                  | [ 7 ] |
| Suède (Sverigetopplistan)     | 13                 | 5                  | [ 3 ] |
| Suisse (Schweizer Hitparade)  | 16                 | 7                  | [ 5 ] |